# 目黒区立原町小学校
目黒区立原町小学校（めぐろくりつはらまちしょうがっこう）は、東京都目黒区原町にある公立小学校。

## 沿革
- 1934年（昭和9年）11月19日、開校。

## 所在地
東京都目黒区原町2丁目18番12号

## アクセス
- 東急目黒線『洗足駅』
- 東急バス『洗足学園前』